# Komet Shoemaker-Levy 3
 ali 
Komet Shoemaker-Levy 3 (uradna oznaka 129P/Shoemaker-Levy 3) je periodični komet z obhodno dobo približno 7,2 let.
Komet pripada Jupitrovi družini kometov.

## Odkritje
Komet so odkrili ameriška astronoma Carolyn Jean Spellmann Shoemaker in Eugene Merle Shoemaker  ter kanadski astronom  David H. Levy 7. februarja 1991 na Observatoriju Mt. Palomar v Kaliforniji, ZDA..
Kometa se ne sme zamenjevati z znanim kometom Komet Shoemaker-Levy 9 (D/1993 F2), ki je znan po tem, da je padel na Jupiter v letu 1994.